# Nissolia ruddiae
Nissolia ruddiae là một loài thực vật có hoa trong họ Đậu. Loài này được R. Cruz & M. Sousa mô tả khoa học đầu tiên năm 2004.